# Desa Simorejo (administrativ by i Indonesien, lat -7,12, long 112,05)
Desa Simorejo är en administrativ by i Indonesien.   Den ligger i provinsen Jawa Timur, i den västra delen av landet, 600 km öster om huvudstaden Jakarta.